# Elizabeth Stoddard

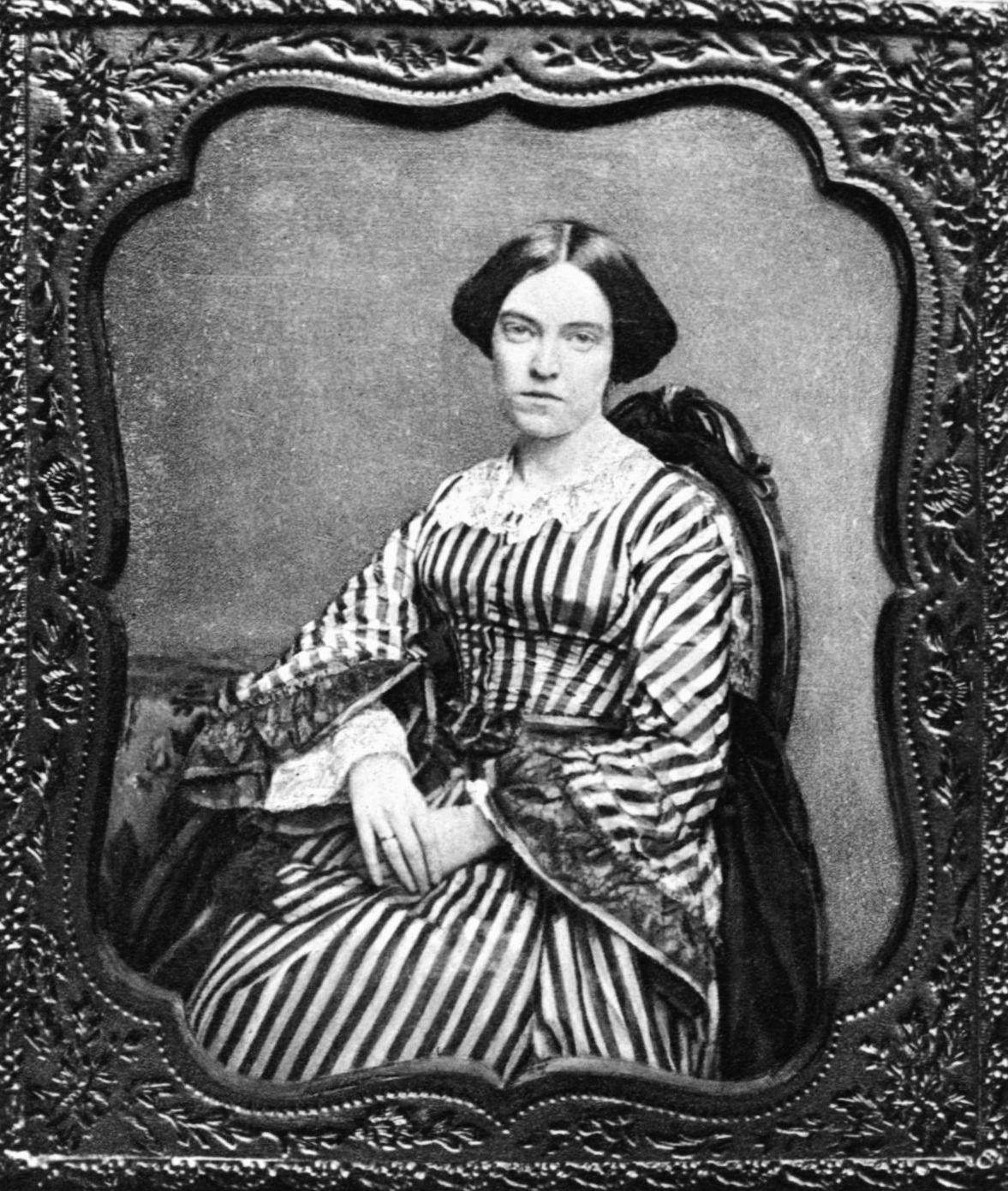
Elizabeth Drew Stoddard, 1901

Elizabeth Drew Stoddard (* 6. Mai 1823 als Elizabeth Drew Barstow in Mattapoisett, Massachusetts; † 1. August 1902 in New York City) war eine amerikanische Schriftstellerin und Dichterin. Bekannt ist sie heute vor allem als Autorin des erstmals 1862 erschienenen Romans The Morgesons, der 2011 von Susanne Opfermann und Helmbrecht Breinig unter dem Titel Die Morgesons auch ins Deutsche übersetzt wurde. Neben zwei weiteren Romanen verfasste sie zahlreiche Kurzgeschichten, Erzählungen für Kinder, Gedichte, Reiseliteratur, Essays und Kolumnen, die in namhaften Zeitschriften wie The Aldine, Harper’s Monthly, Harper’s Bazaar und The Atlantic Monthly veröffentlicht wurden.

## Leben
Elizabeth Drew Stoddard wurde 1823 in dem ehemaligen kleinen Walfanghafen Mattapoisett an der amerikanischen Ostküste als zweites von neun Kindern eines alteingesessenen Bootsbauers geboren. Trotz verschiedener geschäftlicher Fehlschläge ihres Vaters wuchs sie in einer durchaus wohlhabenden Familie auf. Sie besuchte 1837 und nach einer Unterbrechung erneut von 1840 bis 1841 das Wheaton Female Seminary, eine der ältesten privaten Institutionen der höheren Bildung für Frauen in den Vereinigten Staaten, erhielt nach damaligen Verhältnissen damit eine gute Schulausbildung und unternahm als junge Frau mehrere Reisen in Neuengland und nach New York City.
Dort lernte sie 1851 den Lyriker Richard Stoddard kennen, den sie 1852 heiratete. Nach der Eheschließung zogen Elizabeth und Richard Stoddard nach New York, wo sie in eher beschränkten finanziellen Verhältnissen lebten, obwohl Nathaniel Hawthorne, ein entfernter Verwandter von Elizabeth, Richard eine einträgliche Anstellung beim Zollamt verschafft hatte. Elizabeth Stoddard bekam drei Kinder, von denen zwei bereits im Kindesalter verstarben.

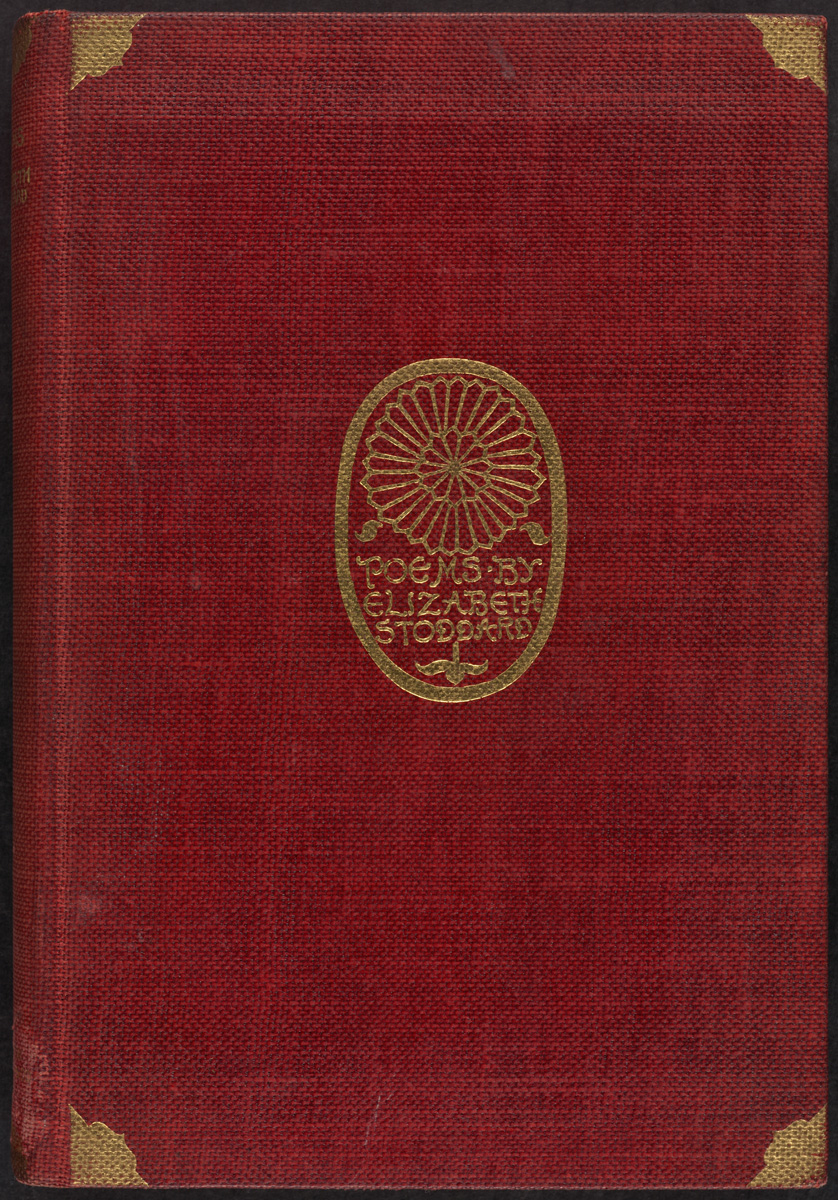
Einband der Buchausgabe 1895 der Poems von Elizabeth Stoddard

Das Paar gehörte dem engeren Kreis der damaligen literarischen und künstlerischen Szene New Yorks an; in dem literarischen Salon in ihrer Wohnung trafen sich des Öfteren aufstrebende Künstler, Schauspieler und Mitglieder des sogenannten genteel circle. Ihr jüngster Sohn Lorimer, der bereits 1901 noch vor seiner Mutter verstarb, führte diese literarische Tradition der Familie als Schauspieler und Bühnenautor fort.
Elizabeth Stoddard begann während der 1850er Jahre ihre eigenen Gedichte und literarischen Skizzen sowie ihre Kurzprosa in renommierten Zeitschriften wie Harper's Monthly oder The Atlantic Monthly zu veröffentlichen. Als Schauplatz und Hintergrund für ihre Charaktere nutzte sie oftmals die ihr aus der Kindheit und Jugend vertraute karge Landschaft an der Ostküste Neuenglands. Von 1854 bis 1858 schrieb sie alle zwei Wochen eine Kolumne für die Daily Alta California, die älteste Tageszeitung San Franciscos. Sie berichtete in diesen Letters in geistreicher, aber auch sehr kritischer und scharfzüngiger Form über unterschiedliche Aspekte des Kulturlebens in New York wie neu erschienene Bücher, Modetrends oder andere Entwicklungen im Bereich der Literatur, Musik und Malerei. Dabei hinterfragte sie in ihren Kolumnen häufig die durch den Puritanismus geprägten vorherrschenden religiösen und weltanschaulichen Vorstellungen, Werte oder Ideale ihrer Zeit, vor allem aber die zeitgenössischen gesellschaftlichen Konventionen, die die Rolle der Frau nahezu ausschließlich auf die häusliche Sphäre als Hausfrau und Mutter beschränkten.
Diesen Kult der weiblichen Selbsterfüllung in Haushalt und Familie stellte sie gleichermaßen in ihren literaturkritischen Beiträgen in Frage; in zumeist spöttischer Form wandte sie sich insbesondere gegen die in der damaligen Frauenliteratur weit verbreitete Form des romantisch-sentimentalen Familienromans (domestic novel) und verschmähte die dort zum Ausdruck kommende Ethik des Selbstverzichts der Frau sowie das Postulat einer Unaufkündbarkeit der ehelichen Bindungen. Dementsprechend orientierte sie sich in ihren eigenen literarischen Werken eher an dem Vorbild George Sands oder der Brontës als an den zeitgenössischen amerikanischen Autorinnen.
In den 1860er Jahren verfasste Elizabeth Stoddard drei Romane; 1862 erschien ihr erster Roman The Morgesons, 1865 folgte Two Men und 1867 Temple House. Obwohl alle drei Romane von den Literaturkritikern positiv aufgenommen wurden, entsprachen sie nicht der Erwartungshaltung und dem Geschmack des zeitgenössischen Lesepublikums und brachten keinen großen Verkaufserfolg. Auch die spätere zweifache Neuauflage der Romane 1888–1889 und 1901 zu Lebzeiten Elizabeth Stoddards fand trotz wiederum lobender Kritiken nur vergleichsweise geringe Resonanz in einer größeren Leserschaft. Wie Herman Melville gab Elizabeth Stoddard das Genre Roman, nicht aber das Schreiben auf. Bis zur Jahrhundertwende publizierte sie etwa 80 Erzählungen und Essays. So erschienen in den 1860er Jahren eine Reihe von Kurzgeschichten Stoddards in verschiedenen Magazinen. 1874 veröffentlichte sie unter dem Titel Lolly Drinks' Doings eine Sammlung von Erzählungen für Kinder mit einer ungewöhnlichen Mischung von bizarren Ereignissen und seltsamen Charakteren.
Durch ihre angespannte finanzielle Lebenssituation war Elizabeth Stoddard danach zunehmend dazu gezwungen, sich als Lohnschreiberin zu verdingen. Dies führte nicht nur zu ihrer Verbitterung und Zweifeln an ihren eigenen Fähigkeiten, sondern entfremdete sie auch von vielen Freunden des Paares. Nach längerer Krankheit verstarb Elizabeth Stoddard am 1. August 1902.

## Werk und Bedeutung
Drei Jahrzehnte vor dem Erscheinen von Charlotte Perkins Gilmans Erzählung The Yellow Wallpaper (1892) und Kate Chopins Roman The Awakening (1899, deutscher Titel: Das Erwachen), die heute als zwei feministische Klassiker der amerikanischen Literaturgeschichte gelten, versuchte Elizabeth Stoddard in ihrem Prosawerk und insbesondere in ihrem Erstlingsroman The Morgesons die Bedingungen der weiblichen Selbstverwirklichung in der puritanischen Gesellschaft Neuenglands im 19. Jahrhundert neu zu ergründen und das durch die Literatur vermittelte Frauenbild grundlegend umzugestalten.
Bekannte Kritiker und Autoren wie beispielsweise William Dean Howells, George Ripley oder Nathaniel Hawthorne rühmten seinerzeit Elizabeth Stoddards Erzählungen und Romane und verglichen sie mit den Werken von Turgenev, Balzac, den Brontës oder Thomas Hardy. Dennoch geriet ihr Werk nach ihrem Tode mit der fortschreitenden Maskulinisierung des Literaturbetriebs lange Zeit in Vergessenheit. Erst in der zweiten Hälfte des 20. Jahrhunderts wurden der Stellenwert ihres Werkes und insbesondere die literaturgeschichtliche Bedeutung ihres Débutromans The Morgesons wieder gesehen und in wachsendem Maße zum Gegenstand der literaturwissenschaftlichen Forschung.
Aus heutiger Sicht gilt The Morgesons sowohl im Hinblick auf die psychologische Differenziertheit als auch auf die streng säkulare, anti-religiöse sowie anti-metaphysische Sichtweise und Urteilsperspektive als einer der ersten tatsächlich realistischen Romane der amerikanischen Literaturgeschichte. Im Zentrum des Romans steht eine verheiratete Frau, die auf ihr Leben zurückblickt. Die Entwicklung der Protagonistin Cassandra Morgeson, die schon früh Grenzen sucht und überschreitet, wird als Entwicklungsprozess dargestellt, der ohne religiöse Anleitung oder väterlichen Mentor zu bewältigen ist. Der Konflikt zwischen den gesellschaftlichen Konventionen des Lebens in einer Kleinstadt in Neuengland und ihrer eigenen vermeintlich unweiblichen Leidenschaft zwingt die Protagonistin dazu, einen Weg zu finden, der nicht zu der Aufgabe ihrer Autonomie und Individualität führt.
In weitaus unkonventionellerer und radikalerer Form als in Louisa May Alcotts Roman Moods (1864) werden die Fesseln der gesellschaftlichen Konventionen thematisiert, die der Selbstverwirklichung der Frau in der puritanisch geprägten Lebenswelt entgegenstehen. Im Stil und Aufbau sprengt Stoddards Roman dabei in formal durchaus vorausdeutender Weise das Schema des bisherigen weiblichen Entwicklungsromans gleichsam aus sich selbst heraus; die Erzählweise ist durch Auslassungen, abrupte Übergänge und den Verzicht auf auktoriale Kommentare gekennzeichnet; im Stil wechseln realistische Detailbeschreibungen mit elliptischen Darstellungsformen. Durch diesen raschen Wechsel im Erzählmodus und das Aussparen emotionaler oder dramatischer Höhepunkte erhält der Roman eine eher distanzierende Wirkungsstruktur. Die Suche nach Artikulationsmöglichkeiten für Wünsche und Bedürfnisse, die zu der Zeit eigentlich unaussprechlich erscheinen, ist dabei vor allem an den Schnittstellen der sozialen Interaktion im jähen Übergang, aber auch im Verschweigen oder im nachklingenden Satz erkennbar.
Stoddards Débutroman spielt in der Schilderung des „unbotmäßigen“ Begehrens der Protagonistin zugleich mit den romantisch-sentimentalen Konstellationen des Romans des neunzehnten Jahrhunderts. Obwohl es fast zum Ehebruch kommt, endet dies jedoch nicht mit der Schande der Heldin. Darüber hinaus wird das Entstehen sentimentaler Effekte durch eine Mischung romantischer und realistischer Erzählstrategien verhindert.
Mit ihrer Protagonistin Cassandra Morgeson schafft Elizabeth Stoddard in ihrem Roman ein neues Bild der Frau und der Möglichkeiten der weiblichen Selbstverwirklichung in der amerikanischen Literatur, das in gewisser Weise als  literarisches Gegenstück zu den intellektuellen Vorstellungen und Postulaten Margaret Fullers betrachtet werden kann, die diese 1850 in ihrer Abhandlung The Woman in the Nineteenth Century quasi als Manifest eines transzendentalistischen Feminismus veröffentlicht hatte.
In der Metaphorik des Romans wird der Ozean zum Leitmotiv der weiblichen Befreiung; anders als später in Chopins The Awakening flüchtet Stoddards Protagonistin jedoch nicht in das Meer, um sich zu ertränken, sondern glaubt, dass selbst das Meer ihr gehören könne.
In der gegenwärtigen literaturgeschichtlichen Forschung wird Stoddard zu den „innovativsten und wichtigsten amerikanischen Autoren des 19. Jahrhunderts“ gezählt; ihr Roman The Morgesons gilt dabei als einer der besten amerikanischen Romane seiner Zeit, der die Verfasserin neben Hawthorne und Melville als eine der originellsten Stimmen der amerikanischen Literatur dieses Jahrhunderts erscheinen lässt.

## Werkausgaben (Auswahl)
- Elizabeth Stoddard: The Morgesons. Penguin Books, New York 2014,  ISBN 0-14-043651-0.
  - Elizabeth Stoddard: Die Morgesons. Ins Deutsche übersetzt von Susanne Opfermann und Helmbrecht Breinig, Helmer Verlag, Sulzbach / Taunus 2011, ISBN 978-3-89741-328-3.
- Elizabeth Stoddard: The Morgesons and Other Writings, Published and Unpublished. Hrsg. von Lawrence Buell und Zandra A. Zagarell, University of Pennsylvania Press, Philadelphia 1984,  ISBN 0-8122-7924-7.
- Elizabeth Stoddard: The Selected Letters of Elizabeth Stoddard. Hrsg. von Jennifer Putzi und Elizabeth Stockton, University of Iowa Press, Iowa 2012.
- Elizabeth Stoddard: Two Men. Hrsg. von Jennifer Putzi, University of Nebraska Press, Lincoln 2008.
- Elizabeth Stoddard: Poems. Indy Publishing, Boston (Mass.) 2007.
- Elizabeth Stoddard: Stories. Hrsg. von Susanne Opfermann und Yvonne Roth, Northeastern University Press, Boston (Mass.) 2003, ISBN 1-55553-562-3
- Elizabeth Stoddard: Temple House: A Novel, Johnson, New York 1971 (Nachdruck der Ausgabe Philadelphia 1901).